# Jägmästare

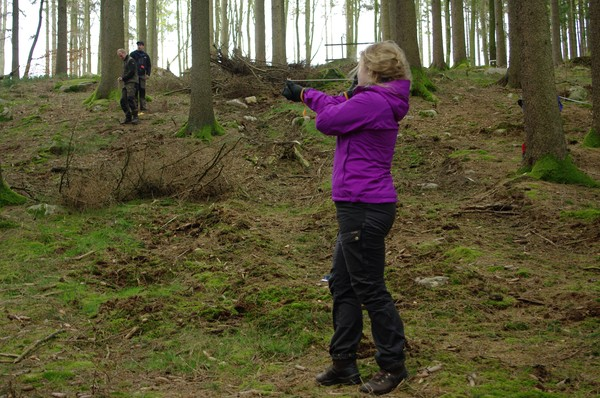
Jägmästarstudenter uppmäter virkesförrådet i ett gödslingsförsök i södra Sverige.

Jägmästare är en yrkestitel för en person utbildad inom skogsvetenskap. Jägmästare är i Sverige en akademisk examenstitel som kan erhållas efter studier vid Sveriges lantbruksuniversitet (SLU). Utbildningen är den högsta akademiska skogsutbildningen.
Det är en bred utbildning, med möjlighet till omfattande fördjupning, som framförallt syftar till ledande och rådgivande arbetsuppgifter inom skogsbruket och närliggande branscher. Många jägmästare arbetar som skogskonsulenter eller chefer vid Skogsstyrelsen eller som skogsförvaltare och liknande hos skogsbolag som SCA, Sveaskog, Stora Enso, Siljan Skog m.fl. Andra exempel på arbetsuppgifter är som skogsvärderare och fastighetsmäklare eller som lärare och forskare vid SLU.

## Utbildning
Jägmästarutbildningen är en tvärvetenskaplig utbildning som bland annat innefattar kurser inom skogshushållning, ekologi, skogsskötsel, skogsteknik, ekonomi, biogeokemi- och fysik, juridik, virkeslära, växtbiologi, botanik, planering & ledarskap, skogspolitik, geografisk informationsteknologi, statistik, marklära och viltförvaltning. Hållbarhet är ett viktigt inslag i samtliga kurser. Programmet omfattar 5 års heltidsstudier, 300 högskolepoäng.
De första tre åren innehåller obligatoriska kurser som till stor del är gemensamma. Under det andra studieåret finns det möjlighet att välja inriktningskurser, vanligtvis inom skogshushållning, ekonomi eller biologi. Då genomförs också de för utbildningen utmärkande studieresorna för att bekanta sig med skogsbruket i först norra, och sedan södra Sverige. De tre första åren avslutas med en C-uppsats.
I samband med att utbildningen har ratificerat Bolognaprocessen har studenterna under de sista två åren möjlighet att specialisera sig med valbara kurser. 
Däri kan ingå kurser från mastersprogram som erbjuds vid SLU, exempelvis Euroforester, Skötsel av vilt- & fiskpopulationer, eller programmet Växtbiologi för hållbar produktion. Det finns också möjlighet att med en individuell läroplan läsa markvetenskap på avancerad nivå.

## Historia
Jägmästare nämns för första gången på 1580-talet (under Johan III) och var då invandrade tyska och danska utbildade personer främst avsedda för att övervaka och sköta kronans jaktparker, bl.a. på Djurgården (se jakt- och skogsregale). De första jägmästarna utexaminerades i Sverige vid Skogsinstitutet, som grundades i Stockholm 1828. Åren 1915–1977 utbildades jägmästare vid Skogshögskolan i Garpenberg och Stockholm. Vid bildandet av Sveriges Lantbruksuniversitet år 1977, började utbildningen bedrivas även i Umeå. Åren 1995–2002 utbildades inga jägmästare, då utbildningen ersatts av skoglig magister. Sedan 2002 omfattar Jägmästarprogrammet 300 högskolepoäng, fem års heltidsstudier.
Jägmästarutbildningen har tidigare kännetecknats av manlig dominans, bland annat för att det under lång tid fanns inträdeskrav kopplade till fullgjord värnplikt samt skoglig praktik. Den första kvinnan antogs till jägmästarutbildningen år 1962, efter att hon sökt och beviljats dispens från värnpliktskravet. Kvinnorna är fortfarande i minoritet på utbildningen, men under 2010-talet har den kvinnliga andelen av antagna studenter varierat mellan 30 och 40 procent. 

## Forstmästare
Vid Helsingfors universitet i Finland är den motsvarande akademiska titeln forstmästare. Forstmästare var även i Sverige en examenstitel för en kortare högre skoglig utbildning (cirka 2 år) vid Skogsinstitutet och dess efterföljare Skogshögskolan, som 1894–1938 ägde rum parallellt med utbildningen till jägmästare (cirka 4 år). Totalt examinerades  447 forstmästare. Utbildningen var främst avsedd för tjänstgöring inom skogsbrukets privata sektor.

## Organisationer
Jägmästare organiseras fackligt huvudsakligen i Naturvetarna (tidigare Sveriges Jägmästares och Forstmästares Förbund och Skogsakademikerna) och Sveriges Skogstjänstemannaförening.
Den tidigare fackliga föreningen Jägmästarnas Förening är numera en kamratförening öppen för alla med jägmästarexamen.